# Малък Сан Бернар
Малък Сан Бернар (на френски: Col du Petit Saint-Bernard, на италиански: Colle del Piccolo San Bernardo) е проход в Западните Алпи, на границата между Франция и Италия. Получава наименованието си в чест на св. Бернар от Ментона. Разположен е в северната част на Грайските Алпи. Надморската му височина е 2188 м. През прохода минава шосе, което съединява долините на реките Изер (Франция) и Дора Балтеа (Италия).
Още от древността проходът играе голяма роля за съобщенията между европейските градове. Има запазени древни кромлехи, създадени по времето на неолита.
По време на Римската империя през 45 г. пр.н.е. по заповед на Гай Юлий Цезар през прохода е прокаран път, свързващ Милано и Виен.
През 1050 г. св. Бернар от Ментон основава на прохода планински заслон, който подобно на прохода получава неговото име.